# Turia, Stara Zagora
Turia (în bulgară Турия) este un sat în partea centrală a Bulgariei. Aparține de Obștina Pavel Bania, Regiunea Stara Zagora.

## Demografie
Componența etnică a satului Turia
     Turci (1,68%)
     Bulgari (98,03%)
     Nicio identificare (0,28%)
     Altele (0%)
La recensământul din 2011, populația satului Turia era de 357 locuitori. Din punct de vedere etnic, majoritatea locuitorilor (98,03%) erau bulgari, cu o minoritate de turci (1,68%). Pentru 0,28% din locuitori nu este cunoscută apartenența etnică.